# Jean-Marc Banzo
 (décembre 2012).
Si vous disposez d'ouvrages ou d'articles de référence ou si vous connaissez des sites web de qualité traitant du thème abordé ici, merci de compléter l'article en donnant les références utiles à sa vérifiabilité et en les liant à la section « Notes et références ».
Jean-Marc Banzo est un chef étoilé français né le 21 mars 1955 à Tunis.

## Biographie
À 13 ans, il travaille comme plongeur dans un petit restaurant de Vaison-la-Romaine et découvre le métier de chef de cuisine.
De 1971 à 1973, il étudia à l'école hôtelière de Grenoble et commença en 1974 son apprentissage dans les cuisines des plus fameux restaurants de France. Il a successivement travaillé au restaurant La Mère Guy à Lyon, Les Santons à Grimaud et Pierre Hiély à Avignon, tous classés 2 étoiles Michelin.
Il fut nommé chef quelques mois à L’hôtellerie du Beffroi de Vaison-la-Romaine et après un stage chez Troisgros à Roanne,  il ouvrit à 24 ans son premier restaurant à Aix-en-Provence, Les Caves Henri IV, le 15 octobre 1979.
En mars 1983 il reçoit sa première étoile à 28 ans et devient le plus jeune chef étoilé de France.
En 1986, il déménage et installe ses cuisines dans une villa en périphérie d'Aix et crée Le Clos de la Violette qui obtiendra 2 étoiles au guide Michelin en 1999.
En 2007 il ouvre son deuxième restaurant à Cassis, La Villa Madie, 1 étoile au guide Michelin.
En 2014, il transfère le Clos de la Violette à l'hôtel Renaissance Aix-en-Provence.
Désireux de transmettre son savoir-faire et d'accompagner de nouveaux projets autour de la restauration, Jean-Marc Banzo est aujourd'hui consultant culinaire; il conseille tant sur le design et l'organisation d'une cuisine que sur le management des équipes et l'art de dresser les plats.

## Style culinaire
« Chacune de mes recettes, est une imagination dont les inspirations sont liées au souvenir des plats de ma mère et à la perception des parfums du terroir Provençal que je tâche de retranscrire fidèlement [...] j'ai le sentiment de ne pas être celui qui bouleverse selon les principes d'une cuisine "nouvelle" caractérisée aujourd'hui de moléculaire, mais bien au contraire celui qui reste encore capable d'imaginer dans une définition que l'on croyait totalement visité. »

## Distinctions
En 2005, il reçoit la médaille de bronze du tourisme français.
Il est sacré Chevalier dans l'Ordre des Arts et des Lettres sur nominations du ministre de la Culture en 2006 et Chevalier dans l'Ordre de la Légion d'Honneur sur nomination du ministre du Tourisme, de l'Artisanat et des PME en 2009.